# Talthybios

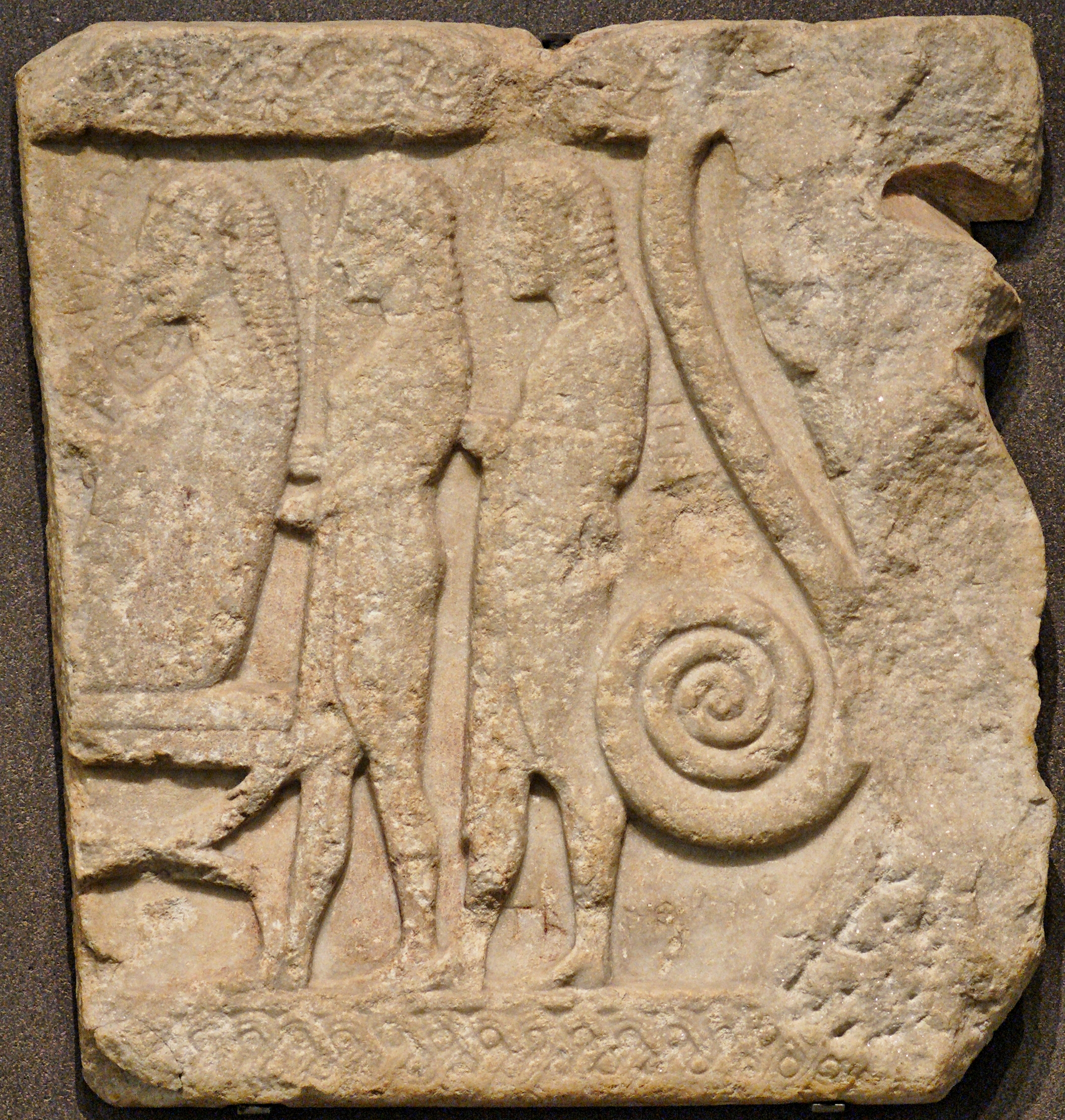
Relief mit Darstellung von Agamemnon, Talthybios und Epeios (von links nach rechts) aus Samothrake, etwa 560 v. Chr.

Talthybios (altgriechisch Ταλθύβιος Talthýbios) ist einer der Herolde des Agamemnon.
In Aulis schickt ihn Agamemnon nach Mykene, seine Tochter Iphigenie zu holen. Vor Troja beauftragt ihn Agamemnon, den Arzt Machaon oder, ein anderes Mal, ein Schaf oder einen Eber als Opfer zu holen, nachdem der Zweikampf zwischen Menelaos und Paris vereinbart wurde. Zusammen mit einem weiteren Herold des Agamemnon, Eurybates, nimmt er im Auftrag des Agamemnon Briseis dem Achilleus weg.
Als handelnde Person erscheint er in Euripides’ Tragödien Hekabe und Die Troerinnen und in Senecas Tragödie Troades.
In einer römischen Satire wird der Götterbote Merkur „Talthybius deorum“ (Talthybios der Götter) genannt.
Sowohl in Sparta als auch in Aigion soll sich eine Erinnerungsstätte für Talthybios befunden haben, an der ihm geopfert wurde.